# Ідіобласти (біологія)

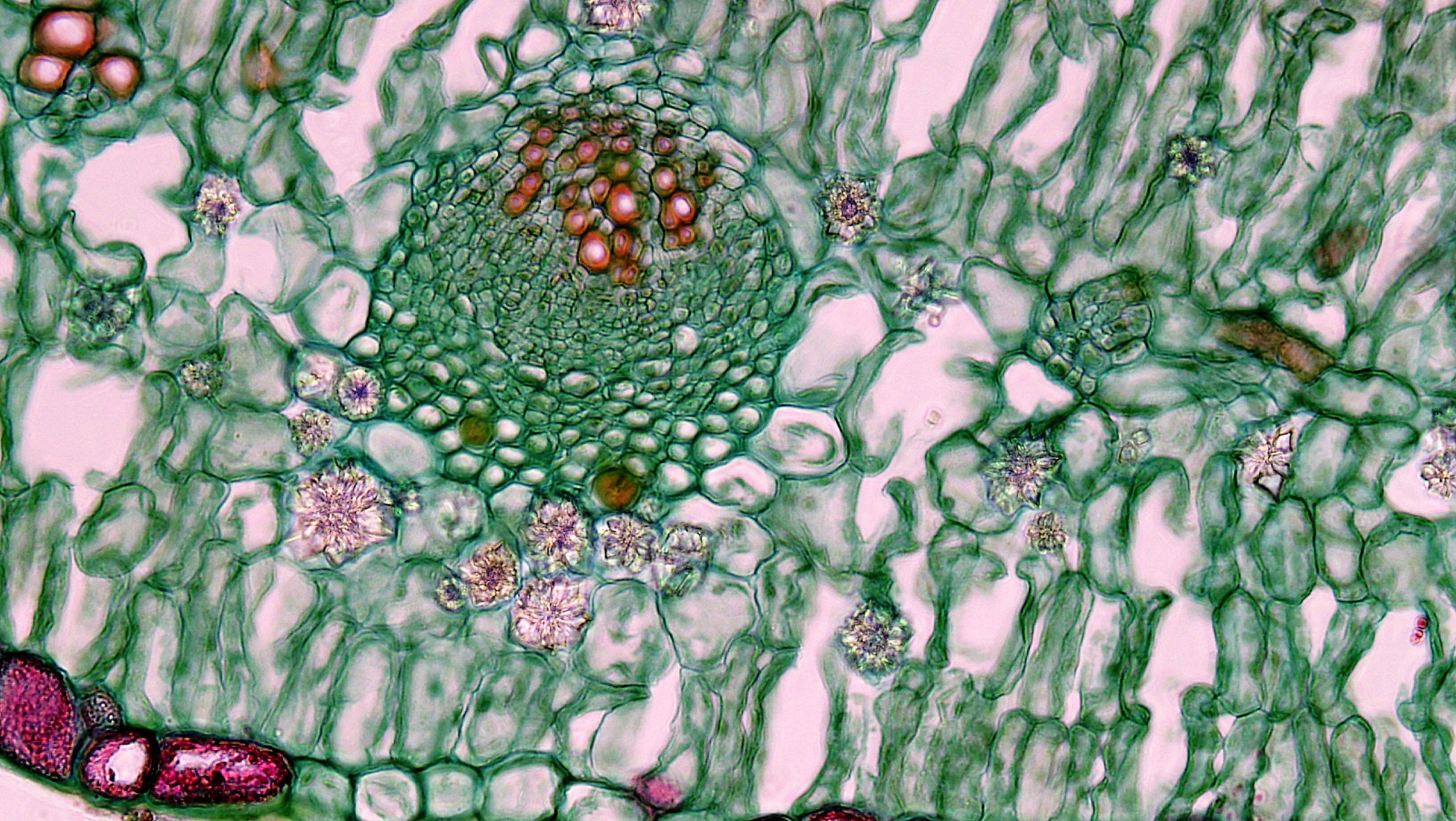
Розріз листка лавра, на якому видно ідіобласти з друзами оксалату кальцію (білі утворення, схожі на їжаків).

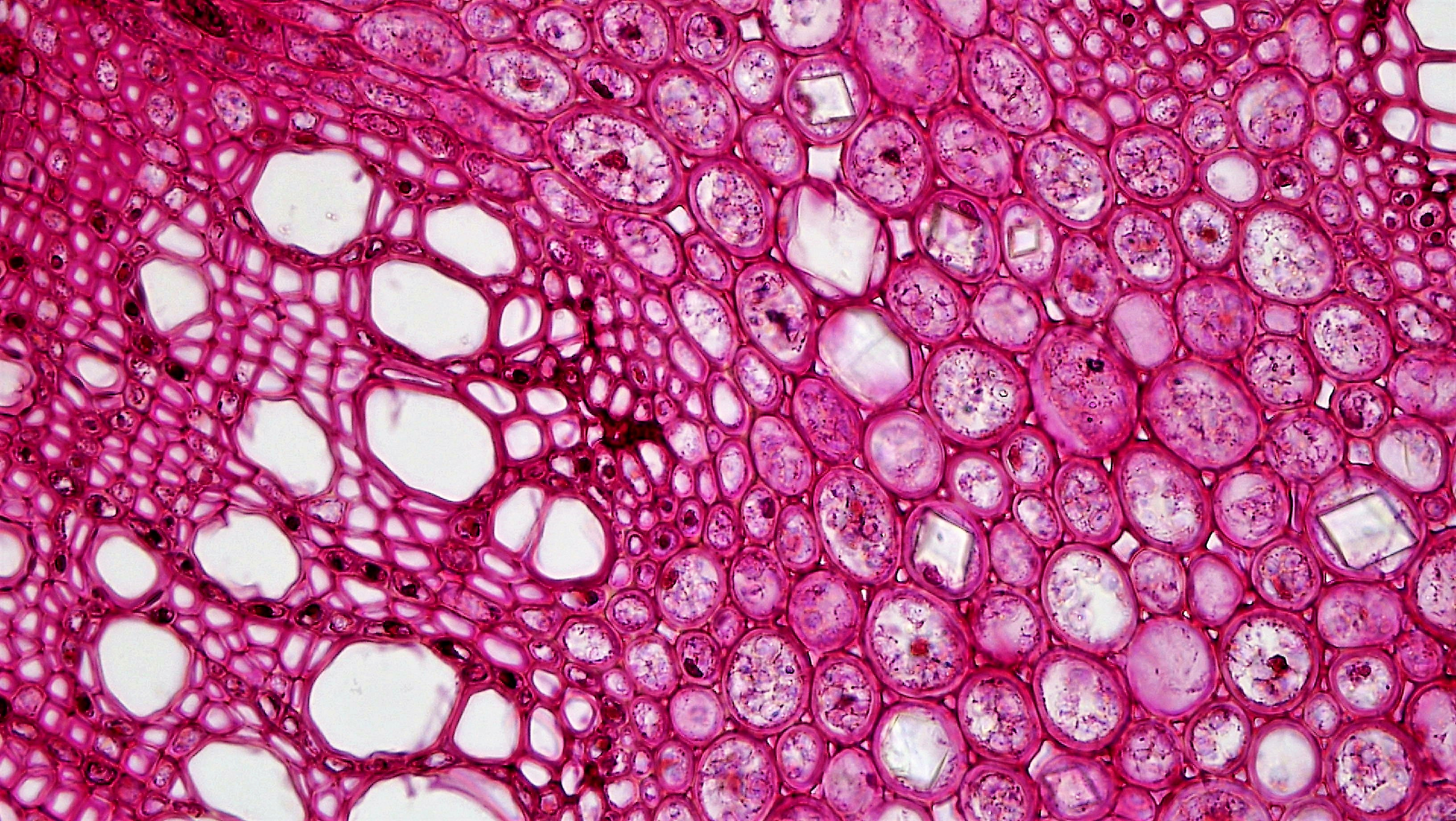
Розріз тичинки дуба, де ліворуч видно великі клітини метаксилеми, а праворуч — округлі ідіобласти з великими ромбічними кристалами оксалату кальцію.

Ідіобла́сти (від дав.-гр. idios — «особливий» і дав.-гр. blastos — «зародок») — спеціалізовані одиночні клітини рослин, що відрізняються від типових клітин будь-якої тканини розміром, формою, вмістом і функцією.

## Опис
Ідіобласти не мають певних морфологічних ознак, за своєю будовою вони дуже різноманітні. Однак для них характерні такі визначальні риси як:
- великий розмір — як правило, вони більші за навколишні клітини, оскільки виступають накопичувачами тих чи інших речовин;
- нетипова для даної тканини форма — якщо більшість рослинних клітин мають прямокутно-видовжену форму, то присутні серед них ідіобласти можуть бути круглими, довгастими або зірчастими. Така несхожість пояснюється специфікою покладеної на них ролі, яка не збігається з основною функцією клітин даної тканини;
- відмінний за хімічним складом вміст — обумовлений тими продуктами обміну речовин, які накопичує даний ідіобласт;
- розрізненість — на відміну від інших спеціалізованих клітин ідіобласти завжди одиночні, не сполучені між собою і не утворюють єдиної функціональної групи.

## Функції
За призначенням поділяються на секреторні, трахеїдні та склеренхіматозні.
Секреторні ідіобласти найбільш різноманітні. Вони накопичують кінцеві продукти метаболізму, які можуть бути запасними речовинами, барвниками, токсинами, мінералами тощо. З поміж запасних речовин в ідіобластах найчастіше можна виявити крохмаль або рослинні жири, акумульовані у вигляді крохмальних зерен чи крапель. У мезофілі листків трапляються водоносні ідіобласти, які запасають воду. Мінералам ідіобластів притаманне розмаїття хімічного складу і форм. Найпоширенішим їхнім різновидом є оксалат кальцію, також часто трапляються кремнезем і карбонат кальцію. Мінерали в ідіобластах можуть міститися у вигляді поодиноких кристалів (стилоїдів), кристалічного піску, друз, рафідів, цистолітів.
Отруйні сполуки ідіобластів можна тлумачити по-різному. Інколи вони є кінцевими продуктами обміну речовин, як правило, хімічно доволі агресивними, які в ідіобластах ізолюються від інших клітин, що виконують життєво важливі функції. Прикладом таких речовин може бути вищезгаданий оксалат кальцію або терпеноїди. При накопиченні подібних продуктів оболонки ідіобластів часто просякають суберином, через що транспортування токсинів крізь них стає неможливим. Втім, частіше отруйні речовини ідіобластів не шкодять самій рослині, а становлять небезпеку для інших організмів. В цих випадках вони слугують для захисту від тварин, паразитичних грибів, бактерій тощо. До таких захисних речовин слід віднести латекс, смоли, дубильні речовини, слизи, ефірні олії, які мають гіркий смак, різкий запах, фунгіцидні й бактеріостатичні властивості, а тому відлякують своїм неприємним смаком тварин, запобігають гниттю або зараженню мікроорганізмами.
Трахеїдні ідіобласти, або трахеїди складають основу судин у рослин. Вони дуже сильно витягнуті, мають загострені кінці і особливо товсту здерев'янілу оболонку. Ці клітини виконують виключно транспортну функцію, сполучаючи фотосинтезуючі і запасаючі органи (листя і коріння).
Склеренхіматозні ідіобласти мають дуже товсті здерев'янілі клітинні оболонки, можуть додатково містити мінерали у кристалічному вигляді, а тому є дуже міцними. Функція таких клітин полягає в тому, щоби слугувати механічною опорою м'яким тканинам, запобігати їх ушкодженню при помірному тиску, втраті тургору тощо. Прикладом подібних ідіобластів можуть бути кам'янисті клітини (склереїди) різних типів.

## Поширення
Ідіобласти належать до дуже поширених клітин як в межах рослинного організму, так і в царстві рослин в цілому. Так, у тілі рослин вони можуть міститися у тканинах будь-якого типу і в будь-яких органах. Що ж стосується поширення серед різних систематичних груп, то тут серед ідіобластів спостерігають не тільки велике різноманіття, а й кореляцію між їхньою будовою і приналежністю рослини до тієї чи іншої таксономічної групи. Така залежність спричинена зв'язком між продуктами, що накопичуються в ідіобластах, і характером метаболізму того чи іншого виду рослин. Наприклад, кам'янисті клітини притаманні плодам груш, айви, кісточкам вишні чи сливи, шкаралупі волоського горіха. В листках присутні ідіобласти іншого типу: у маслин — астросклереїди, у плюща, бегонії, чаю — остеосклереїди. Ефіроолійні ідіобласти дуже поширені серед представників родин Лаврових, Магнолієвих, Перцевих.